# Midwest Airlines (Egipt)
Midwest Airlins – nieistniejąca egipska czarterowa linia lotnicza z siedzibą w Kairze, obsługująca połączenia między Egiptem a Europą. Głównym węzłem jest port lotniczy Kair. Linia powstała w 1998 roku. Początkowo flota składała się z dwóch samolotów Airbus A310 (w roku 2004 jeden z samolotów sprzedano, a drugi samolot jest obecnie przechowywany). Z powodu kłopotów finansowych linia przerwała swoją działalność w roku 2006. W 2009 roku wynajęto Boeinga 737-600, co pozwoliło na odnowienie AOC przewoźnika (Certyfikat Przewoźnika Lotniczego).
W 2012 roku linia zakończyła działalność. 

## Flota
Flota przewoźnika składa się z 3 samolotów. W latach 1998–2004 do floty należały dwa samoloty typu Airbus A310
Średni wiek floty to 7,7 lat.